# Arhopala sarawaca
Arhopala sarawaca är en fjärilsart som beskrevs av Dudley Moulton 1911. Arhopala sarawaca ingår i släktet Arhopala och familjen juvelvingar. Inga underarter finns listade i Catalogue of Life.